# Velilla de Ebro
Velilla de Ebro (aragónul Viliella d'Ebro) község Spanyolországban,  Zaragoza tartományban. Velilla de Ebro Alforque, La Zaida, Belchite, Quinto, Gelsa és Sástago községekkel határos. Lakosainak száma 207 fő (2024).

## Népesség
A település népessége az utóbbi években az alábbiak szerint változott:
| Lakosok száma | 267  | 256  | 248  | 261  | 243  | 241  | 224  | 215  | 200  | 207  |
|               | 2001 | 2004 | 2007 | 2009 | 2012 | 2014 | 2017 | 2019 | 2022 | 2024 |